# Josep Ferrándiz i Torremocha
Josep Ferrándiz i Torremocha (Alacant, 17 de juliol de 1888 - 21 de setembre de 1965) va ser un escriptor, dramaturg i periodista valencià.
Estudià batxillerat a Alacant i treballà d'administratiu mentre ho compaginava amb la seua vocació literària i periodística.
En constituir-se l'Agrupació Regionalista Alacantina el 1931 va ser-ne un dels membres més destacats, posteriorment va anar formant part de la vida pública i cultural de la ciutat i el 1932 seria elegit president de la Comissió Gestora de les Fogueres d'Alacant, instaurant durant el seu mandat l'elecció de la Bellea del Foc per primera vegada i sent l'autor de la lletra de l'himne oficial de les fogueres d'Alacant.
Com a periodista a partir de 1909 començà a escriure articles en castellà a la premsa escrita i col·laborà a diferents diaris alacantins com El Heraldo de Alicante o el republicà El Luchador així com articles en valencià al setmanari El Tio Cuc, sent guardonat dues vegades amb el premi Luca de Tena de l'Associació de la Premsa d'Alacant (1931 i 1934) per sengles articles publicats al diari El Luchador. També ho va fer a les ones col·laborant amb l'emissora Radio Alicante.
Va escriure també diverses novel·les i obres de teatre de caràcter costumista: En la serranía (1915), ¡Por tí! (1919), ¿Vols sopar, amic? (1929), La masera (1930), El caso de Laura (1931).